# Behárfalu
Behárfalu (szlovákul Liptovské Beharovce) község Szlovákiában, a Zsolnai kerület Liptószentmiklósi járásában.

## Fekvése
Liptószentmiklóstól 7 km-re északnyugatra, egy völgyben fekszik.

## Nevének eredete
Nevét egykori birtokosáról: Behárról kapta – a név a régi Bichor személynévből ered.

## Története
A falu a 13. században Nagybobróc határából alakult ki. Területét 1231-ben II. Endrétől kapta Behár nevű birtokosa ajándékba, ebben az adománylevélben említik először. Az apja által adott privilégiumokat 1262-ben IV. Béla is megerősíti. A falut magát 1295-ben említi írásos dokumentum „Behar” néven egy birtokvita kapcsán. 1358-ban „villa Beharfalw” néven említik. Később a Nemes, Lacsnó, Urbán, Allman és Bohus családok birtokosok a faluban. 1422-ben „Beharfalua”, 1582-ben „Beherowyczfalwa” néven szerepel az írott forrásokban. Ezután is több birtokosa van. A 18. századtól sör- és szeszfőzde működött a községben. Lakói főként mezőgazdasággal foglalkoztak. 1784-ben 33 házában 190 lakos élt.
A 18. század végén Vályi András így ír róla: „BEHAROCZ. Beharovce. Tót falu Liptó Vármegyében, birtokosai külömbféle Urak, lakosai katolikusok, fekszik Tarnótznak szomszédságában, mellynek filiája, Nagy Bobrótztól sem meszsze, sok Nemesek is lakják, határbéli földgyei, és réttyei meglehetősek vólnának, de nem elegendők, legelője is kevés, Szent Miklós piatzozásátol más fél órányira van, második Osztálybéli.”
1828-ban 27 házában 249 lakos élt, akik főként mezőgazdasággal foglalkoztak. A 19. századtól elterjedt az ácsmesterség.
Fényes Elek 1851-ben kiadott geográfiai szótárában így ír a faluról: „Bekarócz, tót falu, Liptó vgyében,, Tarnócz fiókja 183 lak. Többeké. Ut. p. Berthelenfalva.”
A trianoni diktátumig Liptó vármegye Liptószentmiklósi járásához tartozott.
A második világháború alatt lakói támogatták a partizánokat, ezért a település egy részét a németek felégették.

## Népessége
| Év:            | 1994. | 2004.    | 2014.    | 2024.    |
| -------------- | ----- | -------- | -------- | -------- |
| Emberek száma: | 52    | 59       | 71       | 90       |
| Eltérés:       |       | +13,46 % | +20,33 % | +26,76 % |

| Év:            | 2023. | 2024.   |
| -------------- | ----- | ------- |
| Emberek száma: | 84    | 90      |
| Eltérés:       |       | +7,14 % |

1880-ban 196 lakosából 188 szlovák anyanyelvű volt.
1910-ben 140 lakosa mind szlovák anyanyelvű volt.
1991-ben 50 lakosa mind szlovák volt.
2001-ben 53 szlovák lakosa volt.
2011-ben 66 lakosából 65 szlovák volt.
2021-ben 80 lakosából 77 (+1) szlovák, (+1) ruszin, 2 (+1) egyéb és 1 ismeretlen nemzetiségű volt.

## Nevezetességei
- A múltban a község területén több nemesi kúria létezett. Nevezetesebb volt a két 19. századi klasszicista kúriája.
- Fa harangláb